# Xã Newton, Quận Jasper, Indiana
Xã Newton (tiếng Anh: Newton Township) là một xã thuộc quận Jasper, tiểu bang Indiana, Hoa Kỳ. Năm 2010, dân số của xã này là 811 người.